# 바하마의 행정 구역

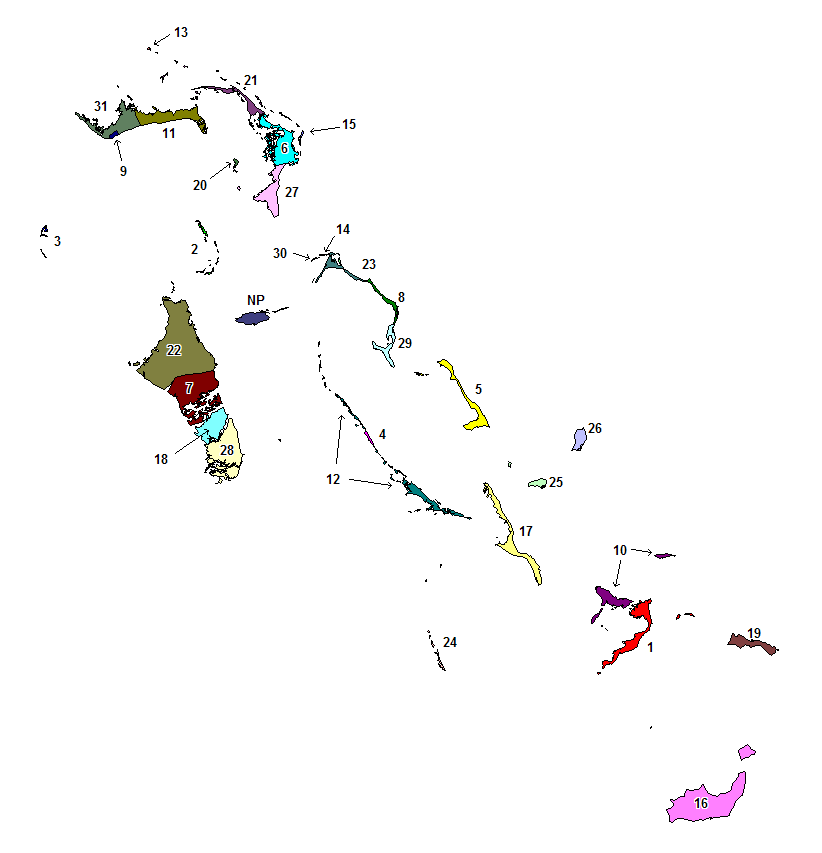
바하마의 행정 구역

바하마는 32개 구(District)와 뉴프로비던스섬으로 구성되어 있다. 바하마의 수도인 나소가 위치한 뉴프로비던스섬은 중앙 정부가 직접 관할한다.
- 아바코 제도 (Abaco Islands)
  - 센트럴아바코 (Central Abaco)
  - 그랜드케이 (Grand Cay)
  - 그린터틀케이 (Green Turtle Cay)
  - 호프타운 (Hope Town)
  - 무어스아일랜드 (Moore's Island)
  - 노스아바코 (North Abaco)
  - 사우스아바코 (South Abaco)
- 아클린스섬 (Acklins)
  - 아클린스섬 (Acklins)
- 안드로스섬 (Andros Island)
  - 센트럴안드로스 (Central Andros)
  - 맹그로브케이 (Mangrove Cay)
  - 노스안드로스 (North Andros)
  - 사우스안드로스 (South Andros)
- 베리 제도 (Berry Islands)
  - 베리 제도 (Berry Islands)
- 비미니 (Bimini)
  - 비미니 (Bimini)
- 캣섬 (Cat Island)
  - 캣섬 (Cat Island)
- 크루커드섬 (Crooked Island)
  - 크루커드섬 (Crooked Island)
- 일루서라섬 (Eleuthera)
  - 센트럴일루서라 (Central Eleuthera)
  - 하버섬 (Harbour Island)
  - 노스일루서라 (North Eleuthera)
  - 사우스일루서라 (South Eleuthera)
  - 스패니시웰스 (Spanish Wells)
- 엑수마 (Exuma)
  - 블랙포인트 (Black Point)
  - 엑수마 (Exuma)
- 그랜드바하마섬 (Grand Bahama)
  - 이스트그랜드바하마 (East Grand Bahama)
  - 웨스트그랜드바하마 (West Grand Bahama)
  - 프리포트 (Freeport)
- 이나과섬 (Inagua)
  - 이나과섬 (Inagua)
- 롱섬 (Long Island)
  - 롱섬 (Long Island)
- 마야과나섬 (Mayaguana)
  - 마야과나섬 (Mayaguana)
- 뉴프로비던스섬 (New Providence)
  - 뉴프로비던스섬 (New Providence)
- 래기드섬 (Ragged Island)
  - 래기드섬 (Ragged Island)
- 럼케이섬 (Rum Cay)
  - 럼케이섬 (Rum Cay)
- 산살바도르섬 (San Salvador Island)
  - 산살바도르섬 (San Salvador Island)